# Femtedomen
Femtedomen (fimtardómr; modern isländska fimmtardómur) var en år 1004 eller 1005 på Island inrättad högsta domstol för hela ön. Namnet kommer av att landet sedan tidigare var indelat i fyra fjärdingar med var sin särskilda domstol (fiórðungsdómr) på alltinget. Till femtedomen hänsköts sådana mål som överklagats från fjärdingsdomarna eller som inte kunnat avgöras där på grund av ledamöternas oenighet. I vissa svårare mål kunde femtedomen också vara första och enda instans.
Antalet ledamöter av femtedomen var 48, men av dessa behövde endast 36 döma i varje enskilt mål. Sex ledamöter fick utmönstras av käranden och sex av svaranden; detta för att undvika att domstolen skulle bli partisk. 
Femtedomen inrättades av lagsagesmannen Skapte Toroddsson (Skapti Þóroddsson), på inrådan av den från Njals saga kände hövdingen Njal Torgeirsson (Njáll Þorgeirsson). 